# Pasarel Island
Pasarel Island (englisch; bulgarisch остров Пасарел ostrow Passarel; im Vereinigten Königreich Gorziglia Island) ist eine 450 m lange und 260 m breite Insel im Archipel der Südlichen Shetlandinseln. In der Gruppe der Aitcho-Inseln in der English Strait liegt 0,9 km nordwestlich von Barrientos Island, 1,35 km nordöstlich von Sierra Island und 0,65 km südöstlich von Emeline Island.
Bulgarische Wissenschaftler kartierten sie 2009. Die bulgarische Kommission für Antarktische Geographische Namen benannte sie im selben Jahr nach der Ortschaft Dolni Passarel im Westen Bulgariens. Das UK Antarctic Place-Names Committee benannte sie dagegen nach dem chilenischen Kapitän Hugo Gorziglia Antolini, von 2002 bis 2012 Vorsitzender der Antarktiskommission der International Hydrographic Organization.